# Renault R35
Лёгкий танк сопровождения R35 (фр. Char léger d'accompagnement 1935 R) — французский пехотный танк 1930-х годов, лёгкий по массе. Разработан в 1934—1935 годах для замены устаревшего FT-17 в роли танка сопровождения пехоты. За время серийного выпуска в 1935—1940 годах выпущено 1630 единиц, что сделало его наиболее массовым французским танком межвоенного периода. Активно поставлялся Францией другим странам, из выпущенных танков, 560 предназначались на экспорт. С началом Второй мировой войны R 35 активно использовался Францией в боевых действиях в 1940 году, а после её капитуляции — войсками вишистов в боевых действиях против Союзников в Северной Африке. Большая же часть французских R 35, около 800 танков, была захвачена вермахтом и использовалась им под обозначением Panzerkampfwagen 35R 731 (f) вплоть до 1944 года, немалое количество танков этого типа было передано и союзникам Германии.

## История создания
В годы Первой мировой войны французам удалось создать очень удачный лёгкий танк «Рено» FT-17, в значительной мере определивший дальнейшее развитие конструкторской мысли в танкостроении. Всего было выпущено 7820 единиц FT-17 различных вариантов, и несмотря на активные экспортные поставки, тысячи танков этого типа продолжали оставаться на вооружении французской армии в межвоенные годы. Это накладывало существенный отпечаток на французское танкостроение в 1920-е годы — при наличии столь значительных запасов, превышавших любые запросы армии в мирное время, модернизация танкового парка шла вяло. Разработанные как развитие FT-17, средние танки NC 27 и NC 28 немногим превосходили его по боевым качествам, отличаясь к тому же ненадёжной подвеской и в результате были выпущены лишь в незначительном количестве. Единственным танком поддержки пехоты, принятым на вооружение за это время был разработанный на основе NC 28 и выпущенный в количестве, по разным данным, от 60 до 100 единиц D1 — малоподвижный и недостаточно для своей массы бронированный.
Работы по созданию нового лёгкого танка были начаты лишь в начале 1930-х годов, в качестве частной инициативы фирмы «Гочкис». Результаты предварительных наработок были сочтены военными перспективными, и в августе 1933 года был инициирован конкурс на разработку, удовлетворявшего следующим требованиям:
- Вес: не более 6 тонн
- Экипаж: 2 человека
- Вооружение: 2 пулемёта либо малокалиберная пушка
- Бронирование: вертикальное — не менее 30 мм
- Средняя скорость движения: 8-10 км/ч

Таким образом, проект представлял собой, по сути, всё тот же модернизированный FT-17, отличавшийся от предшественника в основном усиленным бронированием, требование по которому было дополнительно увеличено до 40 мм после испытаний 25-мм противотанковой пушки в июне 1934 года. Концепция танка соответствовала тактическим требованиям ещё Первой мировой войны: задачей нового танка являлось подавление огневых точек и поражение живой силы противника при бою в одном строю с пехотой, противотанковым возможностям значительного внимания не уделялось. Ограниченное финансирование армии в тот период обусловило требования к максимальному удешевлению и снижению ресурсоёмкости производства танка.
Предварительные проекты были представлены четырнадцатью фирмами, из которых к 1934 году были отобраны семь. Из них постройка прототипа была заказана лишь четырём — «Делано-Бельвиль», FCM, «Батиньоль-Шатийон» и «Рено». Ещё три прототипа тем временем были построены фирмой «Гочкис». После испытаний, машины «Делано-Бельвиль» и «Батиньоль-Шатийон» были отвергнуты и в дальнейшем в производство пошли только проекты «Рено», «Гочкис» и FCM. Прототип фирмы «Рено» был представлен государственной комиссии на испытания 20 декабря 1934 года. Хотя в их результате и выявились такие недостатки нового танка, как невысокая проходимость и значительное превышение веса над проектным, тем не менее к 1935 году с условием устранения мелких недостатков, выявленных в ходе испытаний, он был принят на вооружение под обозначением «Лёгкий танк „Рено“ образца 1935 года» (фр. Char léger modèle 1935 R) или просто R 35.

## Серийное производство и дальнейшее развитие
Первый заказ на 300 экземпляров R 35 для Французской Армии был выдан «Рено» 29 апреля 1935 года, а ряд последующих довёл общую цифру заказанных машин к 1939 году до 1800 единиц. Ещё 500 были заказаны уже после начала войны. Ещё 550 машин составили экспортные заказы В реальности же, к сентябрю 1939 года Французской Армии было поставлено 975 R 35 из 1070 произведенных. Общее же число машин всех модификаций, выпущенных до капитуляции Франции в июне 1940 года, оценивается приблизительно в 1695 единиц, в том числе и в 4-ю бронетанковую дивизию полковника Шарля де Голля, из которых около 1500 поступили на вооружение Франции.

## Модификации
- R 35 — 1935 г — базовая модификация, толщина боковых стенок башни с углом наклона 32° составила 40 мм, лобовой части - 43 мм, 37 мм пушка SA18 L/21. Выпущено 1540 единиц (№№ 50001 — 51540), в том числе:
- R 39. Модификация 1939 года с пушкой SA 38 с длиной ствола 33 калибра, точное количество выпущенных танков не известно. Так, один из первых танков, получивших новую пушку имел № 51295. Однако анализ фотографий показывает, что около половины из танков, построенных после № 51295, имели старые SA 18. Таким образом можно говорить о не более чем 150 машинах
- R 40 — 1940 г — вариант с новой ходовой частью из 6 опорных катков малого диаметра на борт с подвеской на вертикальных пружинах, с марта по май 1940 выпущено 155 единиц (№№ 51541-517..). Данные за июнь отсутствуют, но скорее всего и часть машин выпуска мая не была передана в войска, так как танк с самым большим встречающимся номером на фотографиях — 51670.

## Описание конструкции
R 35 имел компоновку с расположением моторного отделения в кормовой части, трансмиссии в лобовой части, а совмещённого отделения управления и боевого — в средней части, со смещением к левому борту. Экипаж танка состоял из двух человек — механика-водителя и командира, исполнявшего одновременно функции башенного стрелка.

### Броневой корпус и башня
R 35 имел круговую противоснарядную, слабо дифференцированную броневую защиту. Броневой корпус собирался из катаной гомогенной брони и имел смешанную конструкцию. Нижняя часть каждого борта корпуса была вертикальной и состояла из катаной цельной броневой плиты толщиной 40 мм. Днище корпуса состояло из катаного броневого листа толщиной 10 мм, соединявшегося с бортовыми бронеплитами при помощи сварки. Для увеличения жёсткости, к внутренней стороне днища были приварены дополнительные распорки из труб и уголков. Передняя часть корпуса, вплоть до уровня надгусеничных полок, представляла собой единую отливку с толщиной стенок 40 мм, крепившуюся к бортам и верху корпуса при помощи болтов. Верхняя часть корпуса над уровнем надгусеничных полок, за исключением кормовой оконечности, тоже состояла из цельной отливки с толщиной вертикальных поверхностей 40 мм и крыши — 25 мм. Вся кормовая стенка корпуса также представляла собой единую отливку из броневой стали с толщиной стенок в 32 мм. Вертикальное бронирование корпуса, за исключением бортов, располагалось под углами наклона в 23—24° к вертикали.
Башня R 35 состояла из единой броневой отливки с толщиной вертикальных стенок в 40 мм и их наклоном в 28° к вертикали и толщиной крыши в 25 мм. На крыше башни имелся литой же поворотный броневой купол, в крыше которого имелся вентиляционный лючок. Рядом с ним в крыше башни имелся ещё один лючок, служивший для флажковой сигнализации. Для посадки и высадки, каждый член экипажа имел индивидуальный люк. Двухстворчатый люк механика-водителя находился в лобовой части корпуса, командир же имел одностворчатый люк в корме башни. Помимо этого, в днище корпуса в районе места командира имелся круглый люк для экстренной эвакуации экипажа. Ещё один крупный люк в средней лобовой бронеплите корпуса служил для доступа к агрегатам трансмиссии, ещё ряд люков имелся в крыше моторного отделения и корме корпуса.

### Вооружение
Основным вооружением R 35 ранних выпусков являлась 37-мм полуавтоматическая пушка SA 18, аналогичная установленной на танках FT-17. Пушка устанавливалась в спаренной с пулемётом установке на горизонтальных и вертикальных цапфах в лобовой части башни, что позволяло её качание как в вертикальной, так и в горизонтальной плоскости. Наведение в вертикальной плоскости, в пределах −11…+19° и точная наводка в горизонтальной плоскости, в пределах ±5°, осуществлялись качанием установки командиром машины при помощи плечевого упора, грубая горизонтальная наводка осуществлялась поворотом башни. Для наведения спаренной установки использовался телескопический оптический прицел, установленный слева от орудия. На танках поздних выпусков, известных как R 39, SA 18 была заменена новой пушкой SA 38 того же калибра, но отличавшейся увеличенной длиной ствола и более мощными боеприпасами и, как следствие, возросшей до 701 м/с начальной скоростью снаряда и лучшей бронепробиваемостью, достигавшей 30 мм на дистанции в 1000 метров. Боекомплект пушки SA 18 состоял из 116 патронов, размещённых в укладках в ящике с левой стороны боевого отделения.
Вспомогательное вооружение R 35 всех модификаций состояло из 7,5-мм пулемёта MAC 1931, размещавшегося в спаренной с орудием установке справа от него. Боекомплект пулемёта состоял из 2400 патронов в 16 барабанных магазинах по 150 штук. Из 16 магазинов, 6 находились в укладках на правом борту корпуса, 7 — на левом борту и ещё 3 — на кожухе карданного вала.

### Средства наблюдения и связи
Средства наблюдения R 35 состояли из бинокулярных смотровых приборов («эпископов») и смотровых щелей. Бинокулярные смотровые приборы представляли собой простые парные смотровые окошки, закрытые с внутренней стороны защитным стеклом и могущие закрываться снаружи броневой заслонкой, защитное стекло и броневую заслонку также имели и смотровые щели. На танках ранних выпусков, командир танка располагал тремя бинокулярными смотровыми приборами — слева в лобовой части башни и по бортам, а также смотровыми щелями в крышке кормового люка и в поворотном колпаке башни. Бинокулярные смотровые приборы, однако, показали свою излишнюю уязвимость, поэтому на танках поздних выпусков они были заменены смотровыми щелями. Механик-водитель имел для наблюдения за местностью три смотровых щели в верхней лобовой части корпуса — одну, не имевшую броневой заслонки, в крышке своего люка и две — по бокам от люка.
Внешняя связь на R 35 изначально осуществлялась лишь при помощи флажковой сигнализации, в том числе и на командирских машинах. Связь между танками и пехотой, которую они должны были поддерживать, осуществлялась при помощи курьеров. К концу 1930-х годов, на командирские машины начали устанавливаться радиостанции ER 54, служившие для связи командиров подразделений с пехотой, однако число танков, оснащённых ими было невелико. Связь же между танками в подразделении осуществлялась по-прежнему при помощи флажковой сигнализации, лишь танки 24-го танкового батальона был полностью оснащены радиостанциями. Какие-либо специальные средства внутренней связи на R 35 отсутствовали.

### Двигатель и трансмиссия
На R 35 всех модификаций устанавливался рядный 4-цилиндровый карбюраторный двигатель жидкостного охлаждения производства фирмы «Рено», развивавший мощность в 82 л.с. при 2200 об/мин. Двигатель размещался в правой половине моторного отделения вдоль продольной оси корпуса. Два топливных бака, общей ёмкостью 150 литров, находились один над другим слева от двигателя, в передней части моторного отделения. Пространство за ними, ближе к корме, занимал радиатор и другие узлы системы охлаждения, помимо двигателя одновременно охлаждавшей и смазочную систему трансмиссии.
Трансмиссия на всех модификациях R 35 также оставалась неизменной, в её состав входили:
- Двухдисковый главный фрикцион сухого трения (феродо по феродо), смонтированный в корпусе маховика двигателя
- Трёхходовая четырёхступенчатая (4+1) механическая коробка передач
- Карданный вал, проходивший по правой половине боевого отделения и соединявший коробку передач с расположенной в лобовой части остальной трансмиссией
- Главный тормоз, служивший для остановки танка
- Механизм поворота, состоявший из двойного дифференциала и двух ленточных тормозов, применявшихся только для поворота машины
- Две одноступенчатые бортовые передачи

### Ходовая часть
Ходовая часть R 35 с каждого борта состояла из ведущего колеса, литого ленивца, пяти обрезиненных одиночных опорных катков и трёх обрезиненных поддерживающих катков. Опорные катки имели смешанную подвеску. Четыре передних катка были сблокированы в двух тележках «ножничного типа», состоявших из двух шарнирно закреплённых между собой балансиров, в нижней части которых находилось по катку, а верхние части были шарнирно соединены между собой через упругий элемент, в роли которого выступала резиновая рессора. Пятый каток был подвешен на одиночном балансире, рессора которого была соединена другим своим концом с корпусом танка. Гусеницы R 35 — стальные, мелкозвенчатые, двухгребневые, цевочного зацепления, состоящие каждая из 126 траков шириной 260 мм и с шагом 65 мм.

## Машины на базе
- 4,7cm PaK(t) auf Panzerkampfwagen 35R(f) ohne Turm — германская противотанковая САУ, созданная на базе захваченных R35, вооружённая 47-мм чехословацкой противотанковой пушкой. Переоборудовано 174 танка в 1941 году.

## Использовался
- Болгария — в апреле 1941 года 40 трофейных французских танков были поставлены Германией для болгарской армии[16][17]
- Германия — по разным данным, от 800 до 840 танков[18]
- Италия — по разным данным, от 109[19] до 124, возможно, приблизительно 140 танков[20] Трофейные машины переданные германскими союзниками в 1941 году итальянской армии ощущавшей острую нехватку бронетехники. В Италии получили обозначение M.R.35. Первоначально предполагалось использовать их в Африке, но из-за проблем с запчастями и боеприпасами они остались в Италии. Французские радиостанции на этих танках были заменены на итальянские.
- Польша — 49 танков. В 21-м батальоне лёгких танков — 45 танков[21].
- Румыния — 41 танк[22] Ещё 34 польских танка были интернированы в Румынии и включены в состав вооружённых сил Румынии.
- Сирия[23]
- Турция — в начале 1940 года 50 R 35[24]
- Франция — около 1500 танков
- Французское Государство — состояли на вооружении 68-го танкового батальона в Сирии, 62-го и 63-го батальонов в Алжире и Тунисе.[19]
- Хорватия[17]
- Югославия — в апреле 1940 году во Франции было закуплено 54 танка[25], после оккупации Югославии в 1941 году часть югославских танков была захвачена немецкими войсками. В дальнейшем они использовались на Балканах для несения охранно-полицейской службы и борьбы с партизанами[26]
- Швейцария — 12 французских танков были интернированы в Швейцарии и включены в состав ее вооружённых сил.

## Эксплуатация и боевое применение

### Франция
К началу Второй мировой войны в сентябре 1939 года из 1070 выпущенных танков, было отгружено с заводов 975 машин из которых во французской армии имелось 847 (765 R 35 в войсках, 49 в школах и 33 на складах), 83 танка были экспортированы и еще 45 ожидали отправки за границу..всех модификаций, ещё порядка 300 машин поступили в армию к началу Французской кампании.
После разгрома и капитуляции Франции, большая часть R35 поступила в распоряжение немцев. С установлением в стране режима Виши ему не было позволено иметь на вооружении бронетехнику, однако в колониях Франции, контролируемых режимом, оставалось некоторое количество танков и бронеавтомобилей. В Сирии R35 состояли в 68-м танковом батальоне, который летом 1941 года принял активное участие в боях при наступлении британской армии на Сирию и Ливан в ходе операции «Экспортёр». Также R-35 состояли в танковых батальонах 62-м в Алжире и 63-м в Тунисе и использовались вишистами для отражения англо-американской высадки при проведении операции «Факел».

### Третий рейх
После капитуляции Франции 22 июня 1940, значительные количества французского вооружения и техники, и среди них, по разным данным, от 800 до 840 R 35 различных модификаций, были захвачены Германией. По германским стандартам, R 35 был сочтён неподходящим для вооружения фронтовых частей, прежде всего из-за своей низкой скорости и слабого вооружения большинства танков. Несмотря на это, из-за хронической нехватки собственных танков для вооружения постоянно растущих бронетанковых частей, усугублённой потерями в Польской и Французской кампаниях, Вермахт был вынужден поставить на вооружение не только R 35, но даже и FT-17 времён ещё Первой мировой войны. По сквозной системе обозначений германской бронетехники, R 35 получил индекс Panzerkampfwagen 35R (f) или Panzerkampfwagen 731 (f). Как и другие французские танки, R 35 были задействованы на второстепенных ролях, а также использованы в качестве шасси для строительства 47-мм САУ. Переделано было 174 танка в САУ. Из-за общей устарелости конструкции, модернизация R 35 почти не проводилась, за исключением организации люка в куполе башни и установки германских радиостанций. Еще 26 машин выполнили в варианте командирских, установив вместо пушки пулемет и более мощное радиооборудование.
Первые R 35 были захвачены вермахтом ещё в ходе Французской кампании и были, хотя и в ограниченном количестве, тут же задействованы против своих недавних владельцев. В дальнейшем же R 35 использовались в основном для противопартизанских операций и задач охранения. Так, не менее нескольких десятков R 35 были использованы вермахтом и войсками СС на территории Югославии вплоть до 1945 года. В этой роли он получил сравнительно высокую оценку от использовавших его солдат, благодаря своим небольшим размерам, позволявшим использовать его на узких дорогах в горной местности. Около 200 R 35 со снятыми башнями были задействованы в нападении на СССР в 1941 году, из них 110 использовались в роли артиллерийских тягачей, остальные же — в роли БРЭМ или подвозчиков боеприпасов. Некоторое количество R 35 использовалось и на Западном фронте в 1944 году, кроме того, снятые с части танков башни были использованы в укреплениях Атлантического вала.

### Италия
Летом 1943 года танки R-35 131-го полка итальянской армии использовались в боях на острове Сицилия

### Другие страны

#### Сирия
R35 использовались сирийской армией во время арабо-израильской войны 1948 года. Пять танков принимали участие в штурме кибуца Дгания-Алеф, из них четыре были подбиты защитниками кибуца. В атаке на кибуц Дгания-Бет участвовали восемь танков. Израильтянам удалось захватить два танка, впоследствии использовавшиеся уже израильской стороной.

#### Румыния
По состоянию на февраль 1945 года танковые войска Румынии состояли только из 2-го танкового полка. На вооружении которого в том числе были и 2 роты танков R-35 общим количеством 28 единиц. Основная их модернизация заключалась в замене штатного орудия на советское танковое орудие 20-К. Основные потери полк понёс в боях за Чехословакию и Австрию.

## Оценка машины

### Аналоги
R 35 относился к категории лёгких танков поддержки пехоты, первым представителем которой стал FT-17 ещё в Первую мировую войну. В самой Франции, R 35 делил эту тактическую нишу с танком H 35, разработанным на его основе и практически идентичным по всем параметрам и FCM 36, также обладавшим близкими характеристиками, но значительно более дорогим и, как следствие, выпущенным малой серией. Наиболее близким же зарубежным аналогом R 35, а также единственным серийным лёгким танком с противоснарядным бронированием, произведённым в межвоенный период за пределами Франции, была британская «Матильда» Mk.I, чьё серийное производство началось в 1937 году. «Матильда» была создана во многом в рамках одной с R 35 концепции — разработанный в условиях нехватки финансирования двухместный пехотный танк с противоснарядным бронированием и сравнительно слабым вооружением. Вместе с тем, в «Матильде» баланс параметров был серьёзно сдвинут в сторону бронирования, имевшего на вертикальных поверхностях толщину 60—65 мм, что делало её почти неуязвимой для противотанковых орудий первого поколения. С другой же стороны, скорость «Матильды» не превышала 13 км/ч по шоссе, а всё её вооружение состояло из 7,7-мм пулемёта, лишь небольшая часть машин была вооружена 15-мм пулемётом, дававшим им хоть какие-то возможности для борьбы с бронетехникой противника.
Большинство же лёгких танков других стран в 1930-е годы, такие как британский «Виккерс-шеститонный» и его зарубежные варианты — советский Т-26 и польский 7TP; чехословацкие LT vz.35 и LT vz.38 или американский M2, были созданы в рамках иной концепции и отличались в своей конструкции перевесом в сторону подвижности и огневой мощи. Бронирование всех этих танков было противопульным и не превышало 15, в некоторых случаях 25 мм, зато, как правило, за исключением ранних двухбашенных вариантов некоторых из них, они были вооружены длинноствольными 37-мм или даже 47-мм пушками, равными или превосходившими по мощности орудие R 39. Важным преимуществом этих танков являлись и двухместные башни, позволявшие командиру танка хотя бы отчасти освободиться от обслуживания орудия и заняться своими основными обязанностями. Несколько выбиваются из этого ряда лишь германский Pz.Kpfw.II и японский «Ха-Го», имевшие одноместную башню и уступавшие R 39 в мощности вооружения, хотя и превосходившие в этом отношении R 35.